# 투사적 동일시
투사적 동일시(Projective identification)는 멜라니 클라인(Melanie Klein)이 소개하고 정신분석 심리치료(psychoanalytic psychotherapy)에서 널리 사용하는 용어이다. 투사적 동일시는 방어기제 유형, 소통 방식, 원초적 대인 관계, 심리 변화로 향하는 경로로 사용할 수 있다. 이는 자기에게서 원하지 않는 부분을 제거하거나 타인의 몸과 마음을 통제하는데 사용된다.
미국정신의학협회(American Psychological Association)에 의하면, 투사적 동일시의 표현은 두 가지 의미를 가질 수 있다.
1. 정신분석학적 측면에서, 투사적 동일시는 개인이 자기가 수용할 수 없는 특성을 타인에게 투사(project)하고, 그 타인은 투사된 특질을 내사(introject)하며 그것들을 통하여 자기가 적절하고 정당한 성격이 부여된다고 믿는 방어기제이다.
2. 멜라니 클라인의 대상 관계 이론(object relations theory)에서 투사적 동일시는 부인하는 부분을 해하거나 막기 위하여, 자신의 에고(ego) 중 그런 부분이 분열되고 대상에게 투사되었다고 공상하는 방어기제이다.[3] 부모와 아이, 연인, 치료사와 환자 등 가까운 관계에서, 자기(self)의 일부분은 무의식적 공상(unconscious Fantasy) 속에서 타인에게 강제로 주입될 수 있다.[4]

지그문트 프로이트(Sigmund Freud)의 심리적 투사(psychological projection) 개념에 기반하였지만, 투사적 동일시는 한발짝 더 나간 것이다. R.D. 라잉(R.D. Laing)의 말처럼, "한 사람은 타인을 단순히 투사를 걸기 위한 갈고리로만 사용하지 않는다. 그는 바로 그 투사의 화신(化身)을 타인에게서 찾거나, 타인이 그 화신이 되도록 유도하는데 노력한다.(The one person does not use the other merely as a hook to hang projections on. He/she strives to find in the other, or to induce the other to become, the very embodiment of projection)"라고 할 수 있다. 의식적으로는 접촉할 수 없는 느낌은 투사되는 사고나 느낌을 자극하기 위하여 방어기제로서 타인에게 투사된다.

## 경험
애써 받아들이고 의식하는 의식적인 마음(conscious mind)이라는 어려운 개념은 그것의 원초적인 본질상 의식적인 마음의 작동이나 해석은 과학보다는 마술이나 미술에 가깝기는 하지만, 그럼에도 투사적 동일시는 대인관계 의사소통(interpersonal communication)의 강력한 도구이다.
투사를 받는 당사자는 타인의 공상에 사로잡히고 조종되기 때문에, 정체성(identity)과 통찰(insight)의 상실이라는 고통을 받게 된다. 예를 들어 한 치료사가 설명하는 것은, 어떻게 "내가 자신에게 내면화된 엄마를 점진적으로 추방하는 것을 느끼는지에 관한 것이다. 바뀐 내 목소리 억양은 [내면화된 엄마와] 확연히 다른 원형적 엄마(Ur-mutter) 목소리 특성과 함께 더 높아졌다.(I felt the progressive extrusion of his internalized mother into me, not as a theoretical construct but in actual experience. The intonation of my voice altered became higher with the distinctly Ur-mutter quality.)" 그러나 만약 사람이 투사를 간신히 수용하고 이해한다면, 투사자(projector)에 대한 통찰을 많이 얻을 것이다.
투사적 동일시는 누군가에 대한 잘못된 믿음을 지닌 사람이 바로 그 누군가에게 바로 그 투사를 수행하게끔 영향을 끼치거나 강요하는 자기실현적 예언(self-fulfilling prophecy)이 될 수 있다는 점에서, 투사적 동일시는 단순한 투사와는 다르다. 극단적인 경우, 투사를 받는 사람은 참자기(real self)의 감각을 잃어버리고, 외부에서 들어온 투사를,   마치 그 투사에 소유당한 것처럼, 수동적으로 수행하는 사람으로 전락할 수 있다. 이러한 현상을 가스라이팅(gaslighting)이라 한다.

## 투사된 대상
투사적 동일시에서 방출된 대상(object)(느낌, 태도)은 다양하다. 좋은 것과 나쁜 것, 이상적인 것과 비체(卑體, abjection) 등이 있다.
희망(Hope)은 내담자와 치료사가 더 이상 느낄 수 없을 때, 내담자가 치료사에게 투사할 수 있다. 마찬가지로 (정신상의) 죽음에 대한 공포가 투사될 수도 있다.
공격성(Aggression)이 투사되어, 투사자의 성격이 위축되게 하기도 한다. 대안으로 욕망(desire)이 투사되어, 투사자가 무성애(asexual) 상태가 되기도 한다.
성격의 좋은 부분 혹은 이상적인 부문도 투사되어, 동일시 대상에 대한 의존을 불러오기도 한다. 마찬가지로, 질투(jealousy)나 선망(envy)을 치료사가 내담자에게 투사할 수 있다.

## 강도
투사적 동일시는 강도가 다양하게 나타난다. 동요가 덜한 성격에서, 투사적 동일시는 느낌을 제거하는 것은 물론 느낌에 대한 도움을 받을 수도 있는 방식이다. 자기애성향(narcissism)에서, 극도로 강한 투사가 발생하여 자기와 타자의 구분을 없앨 수도 있다.

## 유형
투사적 동일시의 여러 유형은 수년 동안 구분되어 왔다.
- 획득적 투사적 동일시(Acquisitive projective identification) : 한 사람이 다른 한 사람의 속성(attribute)을 떠맡는다. 이와 반대로, 속성적 투사적 동일시(attributive projective identification)는 한 사람이 다른 한 사람으로 하여금 자신의 투사가 되게 유도하는 것이다.[24]
- 투사적 역동일시(Projective counter-identification) : 환자가 투사한 느낌과 역할을 치료사가 자신도 모르게 떠맡게 되어, 치료사와 환자는 치료 상황에서 이러한 역할을 동일시하거나 부지불식간에 역할을 수행하게 된다.[25]
- 이중 투사적 동일시(Dual projective identification) : 조앤 라쉬카(Joan Lachkar)가 소개한 개념이다. 주로 관계 속 파트너 간에 투사가 동시에 일어나는 것을 말한다. 양쪽 모두 투사를 부정하지만 모두 이런 투사에 동일시된다.[26]

정상적 투사적 동일시(normal projective identification)와 병리적 투사적 동일시(pathological projective identification)도 구분되어 왔다. 이는 투사가 발생하기 전에 투사되는 것이 자잘한 조각들로 흩어지는 것이다.

## 심리치료
전이(transference)와 역전이(countertransference)에 관하여, 투사적 동일시는 치료적 이해에 대한 중요한 단서가 될 수 있다. 특히 치료사가 오랜 시간 환자의 자기(self) 가운데 원하지 않거나 부정적인 측면을 견디고 수용할 수 있는 상황이라면 그러하다.
교류분석이론(Transactional analysis)에서는 내담자의 투사적 동일시 경험을 유용하게 이해한다면 치료사는 오염되지 않은 "어른(Adult)" 즉 객관적인 현실 평가를 하는 것을 지향하는 자아 상태(ego state)가 되어야 한다는 것을 강조한다.
한 연구에서는 상담사가 내담자의 투사적 동일시에 동일시하고 이를 임상적으로 사용하는 방식을 제시하였다. 또한 전이, 역전이, 투시적 동일시라는 세 관련 현상은 치료 도구로서 치료사의 성공적인 자기(the self) 적용의 기반으로 다뤄진다. 이는 치료 타이밍의 유의미성을 강조하는 삼단계 치료 절차(three-phase therapy procedure)이다. 단계는 내담자가 나누고, 치료사는 점진적으로 나뉜 것을 획득하며 치료사는 이를 동일시한다. 또한 치료사는 투사적 동일시 탐색, 환자에게 이해했다는 것 제시, 프로페셔널리즘이라는 삼단계 절차를 사용하고, 그 절차에 따라 개입하는 식으로 치료를 수행한다.(p. 70)

## 상처 받은 커플
관계상의 문제는 한 파트너가 다른 파트너가 투사한 부분을 그대로 수용하는 식의 투사적 동일시라는 방식을 통하여 커플 내에서의 감정 노동(emotional labour)의 분담이 있을 수 있다는 방식과 관련지어져 왔다. 따라서 한 파트너가 그 관계에서 모든 공격성이나 유능함을 수용하면, 다른 파트너는 모든 취약성을 수용한다.
융학파(Jungians)는 이러한 합성 역동(resultant dynamics)을 이른바 "상처 받은 커플(wounded couple)"이라고 특성 지었다. 이는 각자가 상대방의 가장 이상적이거나 원초적인 부분을 수용하는 것으로 보증하는 투사적 동일시이다. 애초에 두 파트너는 각자가 상대의 자기(self)의 일부분을 수용하는 준비 상태로 지목되었을 수도 있다. 그러나 내적 갈등이나 불화가 투사되면 파트너십 자체에서 내적 갈등이나 불화가 되풀이될 수 있다.

## 반응
이러한 투사적 동일시의 의식적 저항은 한편으로는 투사의 활성화를 거부한 것에 대한 죄책감을 만들 것이며, 다른 한편으로는 투사를 좌절시킨 것에 대한 격노를 낳을 것이다.

## 같이 보기
- 가스라이팅(Gaslighting)
- 감정 전염(Emotional contagion)
- 공의존(Codependency)
- 기이한 대상(Bizarre object)
- 길트 트립(Guilt trip)
- 내사(Introjection)
- 동일시(Identification)
- 역할 흡수(Role suction)
- 자기실현적 예언(Self-fulfilling prophecy)
- 전이(Transference)
- 투사(Psychological projection)
- 혼자일 수 있는 능력

### 인물
- 도날드 멜처(Donald Meltzer)
- 윌프레드 비온(Wilfred Bion)

## 더 읽기
- R. D. Hinshelwood, A Dictionary of Kleinian Thought (London 1989)
- E. B. Spillius, Melanie Klein Today, 2 vols. (London 1988)
- Michael Rustin, The Good Society and the Inner World (1990)
- Nancy McWilliams, Psychoanalytic Diagnosis (New York 1994)